# Ponte Rotto

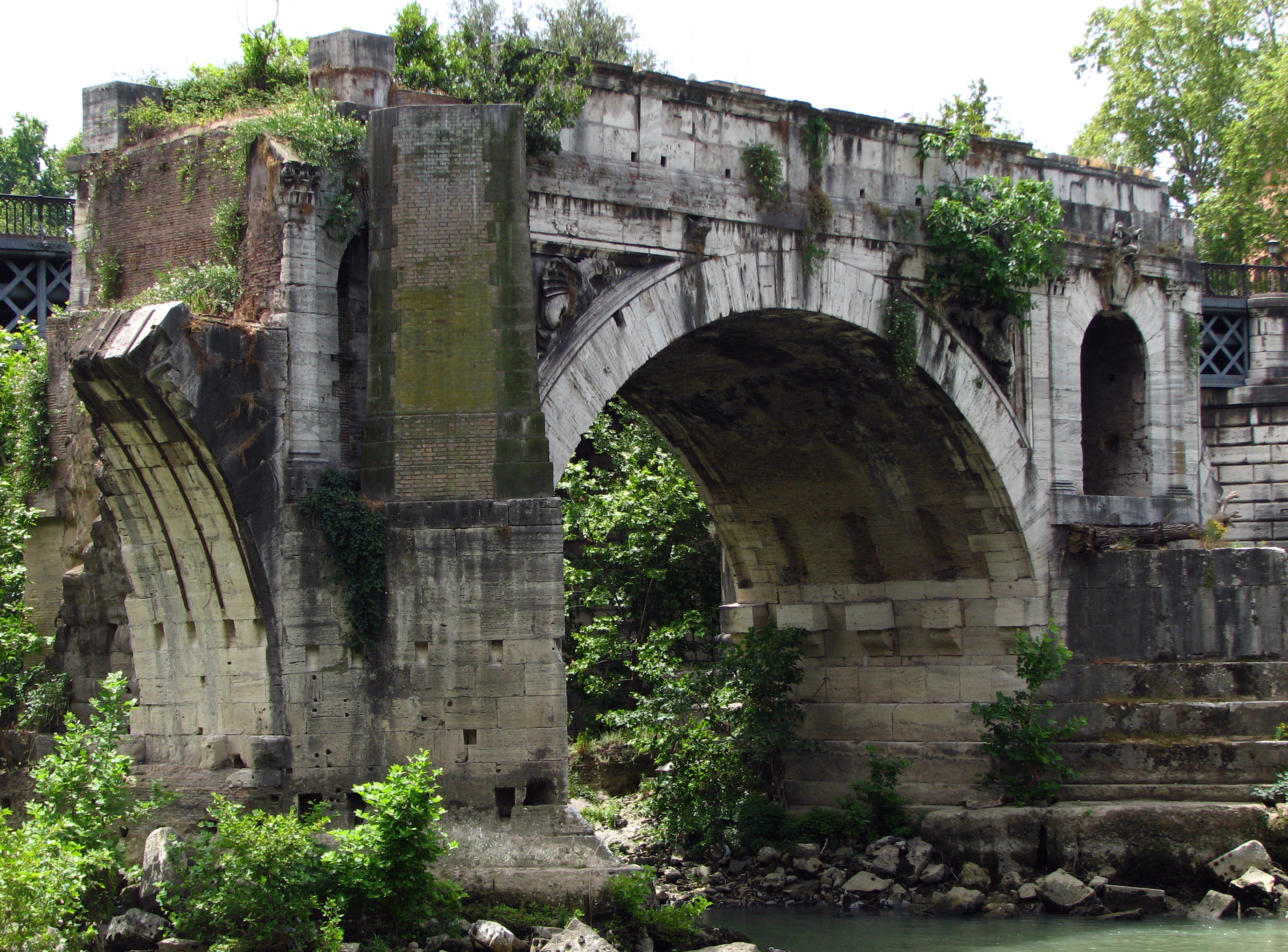
Ponte Rotto.

Ponte Rotto (italienska ”den trasiga bron”) hette ursprungligen Pons Aemilius och uppfördes över Tibern i Rom år 174 f.Kr. av den romerske censorn Marcus Aemilius Lepidus.
Bron förstördes slutgiltigt vid en översvämning den 24 december 1598, men ett spann står kvar strax söder om Tiberön. Utsmyckningen med drakar i relief härstammar från påven Gregorius XIII:s restaurering år 1575.